# Women Against Feminism
Women Against Feminism (em português: Mulheres contra o feminismo), também conhecida como #WomenAgainstFeminism, foi uma hashtag do Twitter, um blog do Tumblr e uma campanha de mídia social no Facebook, YouTube e outras mídias de internet em que as mulheres postam fotos de si mesmas, algumas em estilo "selfie", levantando cartazes artesanais indicando os motivos do por que elas desaprovam o feminismo moderno. A maioria dos posts começam com a afirmação "Eu não preciso de feminismo porque", seguido por sua(s) razão(ões). Em uma escala maior, é também um movimento de base das mulheres que discordam do feminismo por várias razões.

## Origem e conteúdo
A campanha "Women Against Feminism" começou no Tumblr em julho de 2013, presumivelmente em resposta à campanha "Who Needs Feminism". De acordo com The Daily Dot, a campanha se organizou em julho e agosto de 2014, quando vários colunistas e blogueiros proeminentes chamaram a atenção da mídia sobre a campanha.
Em um artigo de opinião ao The New York Observer, Nina Burleigh escreveu que ela acredita que alguns posts no Tumblr não foram submetidos por mulheres, mas sim sockpuppet de ativistas do Movimento pelos direitos dos homens, Citando temas e conteúdos semelhantes aos utilizados nos sites dos direitos dos homens. Exemplos citados incluem: "Eu não preciso do feminismo, porque só os fracos tendem a aceitar cultos", e "porque culpar os homens por suas próprias inseguranças e erros é ERRADO & ABSURDO". Em um artigo para o The Boston Globe, Cathy Young relata uma análise de posts sobre o hashtag do blogueiro "AstrokidNJ", que determinou que 46 por cento eram igualitários, 19 por cento comentavam sobre questões masculinas, 12 por cento criticavam a intolerância feminista em relação à dissidência e 23 por cento promoviam visões tradicionalistas, papéis de sexo, machistas ou maternidade em tempo integral.  Em um artigo para o Time, Cathy Young afirmou que algumas das mulheres contra o feminismo, embora capazes de reconhecer a luta do feminismo pelos direitos das mulheres, acreditam que "o feminismo ocidental moderno se tornou uma força divisória e às vezes odiosa".  Outros exemplos de comentários sobre a hashtag, relatados pela revista Time, incluem: "porque eu gosto de depilar minhas pernas e usar sutiã"; "Porque este movimento é menos sobre igualdade e mais sobre desumanizar homens"; e "porque Susan B. Anthony era pró-vida e pró-família e as feministas de hoje não são".

## Resposta
A resposta da mídia, comentaristas sociais e feministas incluiu apoio e críticas. Desde 19 de agosto de 2014, a página do Facebook da campanha tinha arrecadado 21.000 "curtidas".
Os defensores do movimento dizem que o feminismo moderno se desviou em algumas maneiras e citou exemplos como as feministas radicais que não apoiam as mulheres trans e que dizem coisas como "qualquer um nascido homem retém o privilégio masculino na sociedade, mesmo se ele escolhe viver como mulher", e queixas relacionadas que algumas feministas exageram os problemas das mulheres, ignorando os problemas dos homens. Também foi citado o debate sobre o aborto e o argumento que as mulheres sofreram como resultado de uma cultura feminista que promove o sexo casual como empoderador.  Em um comentário para o The Globe and Mail, Margaret Wente apóia Women Against Feminism dizendo que ela acredita que o feminismo moderno se tornou um sistema de crenças que apresenta uma visão distorcida da realidade baseada na misandria a e na cultura da vítima e questiona a existência da cultura do estupro.
Os críticos dizem que as jovens envolvidas nesta campanha não parecem saber o que é o feminismo e estão discutindo contra um inimigo imaginário usando falácias do espantalho. Um comentarista da revista Time escreveu: "A maioria dos posts incluem alguma reiteração do mal-entendido central sobre o feminismo, que uma crença central do feminismo envolve odiar os homens". Um comentarista do The Irish Independent escreveu: "ser antifeminismo é como ser pró-apartheid, ou um grande fã de injustiça social, mas ninguém pensaria que é bonito segurar um aviso dizendo isso".
Comentando a campanha, Anette Borchorst, professora e pesquisadora em sexo e gênero no Departamento de Ciência Política da Universidade de Aalborg, afirmou que "sempre houve divergências e debates dentro do feminismo e esses debates ajudam a avançar o movimento. " Ela acrescenta que "o feminismo sempre gerou debate entre as mulheres e é difícil imaginar uma visão de mundo feminista que todos possam concordar".
Uma coluna de setembro de 2015 de Beulah Maud Devaney no openDemocracy afirmou que a campanha Women Against Feminism representa principalmente a visão de mulheres privilegiadas que querem manter o status quo e, portanto, deturpam deliberadamente o que o feminismo representa. De acordo com Devaney, "À medida que o feminismo interseccional se torna mais popular, infelizmente, espera-se que algumas mulheres brancas, heterossexuais e do primeiro mundo vejam a ênfase em seu próprio privilégio como sob ataque. Inclusive o padrão de beleza e a apreciação de vários tipos de corpos pode ser lido como uma tentativa de minar a sabedoria recebida que "menina branca e magra" é a estética ideal". Devaney acrescenta que a campanha não conseguiu deter o apoio público à agenda feminista, que sua influência é menor, e que seus argumentos são "fáceis de descartar". Devaney conclui, no entanto, que o anti-feminismo que representa merece um exame mais aprofundado.
Em outubro de 2015, Angela Epstein mencionou o blog em um editorial criticando as feministas por serem desagradáveis para as mulheres que discordam delas, dizendo: "Eu não espero que todas as mulheres concordem comigo, mas há muitas que concordam. Bastam olhar a proliferação de sites como o Women Against Feminism".